# Ulf Sundblad
Ulf Lennart Sundblad, född 7 maj 1944 i Linköping, är en svensk författare, före detta frälsningsofficer och tidigare ledare för Svenska Frälsningsarmén (SFA).

## Biografi
Sundblad var under många år officer i Frälsningsarmén samt skribent i SFA:s tidning Vår Fana. År 1990 blev han vald att leda Svenska Frälsningsarmén. Under åren 2014–2017 var han ordförande i Södertälje pastorats kyrkoråd. Under slutet av 2010-talet var han ordförande för stiftelsen Saltskog gård, ett kulturcentrum i Södertälje.
I mitten av 1990-talet var han några år förlagschef för Dagenhusets bok- och musikförlag, då ett av landets största kristna förlagsverksamheter med stor utgivning av litteratur, material för barnverksamhet, cd-skivor mm.
Sundblad har varit ordförande i Författarcentrum Syd, har ett engelskt doktorat i litteraturvetenskap och sitter i styrelsen för IBC, ett internationellt kulturforum med säte i Cambridge, med uppdrag som Europasekreterare.
Sedan hösten 2014 driver han projektet "Dikt i dag på nätet". Varje lördag mottar en läsekrets en dikt ur hans repertoar.